# When Irish Eyes Are Smiling
When Irish Eyes Are Smiling («Когда ирландские глаза улыбаются») — популярная песня, созданная в 1912 году американским композитором Эрнестом Боллом на слова Джорджа Граффа — младшего и Чонси Олкотта. За последующее столетие исполнялась многими известными певцами и остаётся популярной темой в день святого Патрика.

## Текст
Песня опубликована в США до 1 января 1923 года и её текст и музыка находятся в общественном достоянии.
There’s a tear in your eye and I’m wondering why,

For it never should be there at all.

With such power in your smile, sure a stone you’d beguile,

So there’s never a teardrop should fall,

When your sweet lilting laughter’s like some fairy song

And your eyes twinkle bright as can be.

You should laugh all the while and all other times smile,

And now smile a smile for me.

Припев

When Irish Eyes Are Smiling, sure 'tis like a morn in spring.

In the lilt of Irish laughter, you can hear the angels sing.

When Irish hearts are happy, all the world seems bright and gay,

And When Irish Eyes Are Smiling, sure, they steal your heart away.

For your smile is a part of the love in your heart,

And it makes even sunshine more bright.

Like the linnet’s sweet song, crooning all the day long.

Comes your laughter so tender and light.

For the springtime of life is the sweetest of all,

There is ne’er a real care or regret.

And while springtime is ours, throughout all of youth’s hours,

Let us smile each chance we get.

Припев

## История создания и исполнения

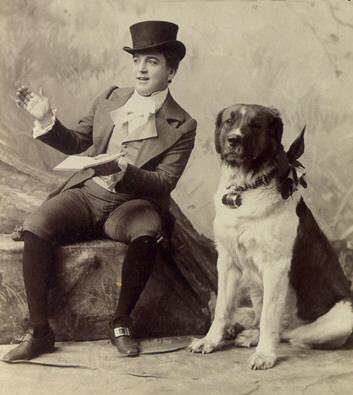
Чонси Олкотт — соавтор текста и первый исполнитель песни

Песня When Irish Eyes Are Smiling была создана в 1912 году в Нью-Йорке, по словам автора «Энциклопедии песен Tin Pan Alley» Томаса Хишака, «двумя из наиболее плодовитых профессиональных авторов-песенников в соавторстве с ведущим водевильным актёром, и никто из них не был ирландцем». Технически все авторы песни были действительно рождены в США, но у одного из соавторов текста и первого исполнителя были ирландские корни.
Идея песни принадлежит актёру и певцу Чонси Олкотту, среди прочего известному своим исполнением ирландских песен. Вместе с Олкоттом текст песни писал Джордж Графф-младший, а музыку к ней сочинил Эрнест Болл, к тому моменту уже известный как автор «ирландских» баллад.
Песня впервые прозвучала в 1913 году в новом спектакле Олкотта «Остров Мечтаний» (англ. The Isle O' Dreams) по пьесе Риды Янг. Действие пьесы разворачивалось в Ирландии в конце XVIII века. Постановка не снискала любви у зрителей, и после премьеры 27 января шла на сцене театра Grand Opera House меньше месяца. В отличие от неё, песню When Irish Eyes Are Smiling ждала долгая жизнь. Автор монографии «Песни Америки» Майкл Лассер пишет, что When Irish Eyes Are Smiling была самой популярной песней десятилетия. В «хит-параде полувека» журнала Variety она представляет 1912 год. Песня звучала во многих кинофильмах и телевизионных шоу, включая биографические ленты о её авторах («Ирландские глаза улыбаются» 1944 года об Эрнесте Болле и «Дикая ирландская роза» 1947 года о Чонси Олкотте). В 1923 году её записал знаменитый ирландский тенор Джон Маккормак, а позже в число её исполнителей входили Перри Комо, Бинг Кросби, Фрэнк Заппа, Конни Фрэнсис и Роджер Уиттакер.
Помимо профессиональных певцов, When Irish Eyes Are Smiling известна также в исполнении политиков. В марте 1985 года встреча в верхах лидеров США и Канады совпала с днём святого Патрика. И у президента США Рональда Рейгана, и у премьер-министра Канады Брайана Малруни были ирландские предки, и их встреча получила прозвище «Саммит трилистника» (англ. Shamrock Summit). В завершение саммита оба лидера и их жёны исполнили со сцены When Irish Eyes Are Smiling в прямом телеэфире (критики Малруни расценивали этот номер как демонстрацию готовности канадского премьера следовать в фарватере неоконсервативной политики Рейгана). When Irish Eyes Are Smiling также была любимой песней американского сенатора Теда Кеннеди; он сам исполнял её на предвыборном митинге в поддержку Барака Обамы, и она же была исполнена на его поминках.

## Правовой прецедент
When Irish Eyes Are Smiling оставила след не только в истории американо-ирландской музыки, но и в истории авторского права, став объектом судебного процесса «Fred Fisher Music Co. vs. M. Witmark & Sons». По существовавшим к 1943 году американским законам об авторском праве, его срок истекал через 28 лет после публикации произведения, и автор имел право на одно продление прав на такой же срок. Если авторские права в течение первого срока были проданы издательской фирме, она теряла их по истечении первого срока, а оригинальный автор их снова получал. Однако судебное решение 1943 года позволяло продажу авторских прав издателю и на второй срок. Это решение повлекло за собой формирование новой практики в отношениях авторов и издателей, в рамках которой авторские права покупались сразу и на первый, и на второй сроки их действия. В дальнейшем было признано, что подобная практика противоречит самой сути законов об авторском праве, и во второй половине 1970-х годов Конгресс США изменил закон, введя единый срок действия авторских прав (с различными нюансами для старых и новых работ) и сделав их неотторжимыми.